# Чеч
Чеч (греч. Τσέτσι) — это название географической и исторической области Балканского полуострова, расположенной на территории нынешних Болгарии и Греции. Этот регион испокон веков населён этническими болгарами, но в период Балканских и Первой мировой войн, в силу мирных соглашений, часть территории перешла к Греции. Население области Чеч, живущее в около 60 посёлках, почти полностью состоит из помаков (название этнических болгар, принявших ислам). Соседнее им христианское население их называет «чеченци», «чечлии» или «чешлии». Изредка употребляется и название «гаджели», если идет речь о сёлах близ города Доспат.

## География
Область Чеч является частью региона Македония (соответственно пиринской и эгейской части). Расположена в юго-западной части гор Родопы и у северной части горы Фалакрон (Боздаг). Исторически область разделена на «Неврокопский Чеч» и «Драмский Чеч», Драмская часть полностью находится в Греции, а Неврокопская поделена между двумя странами.
Западная граница Неврокопского Чеча — это предгорье с правой стороны реки Бистрица между селами Гырмен и Долно-Дряново, на юге достигает реку Места. Места — это юго-западная и южная граница Неврокопского Чеча, но у подножия горы Боздаг охватывает и с. Вършен, Сидерово и Пепелаш. Северо-западная граница Неврокопского Чеч — это река Дъбнишка и горный хребет в направление северо-восток, по территории нынешнего лесного хозяйства Дикчан. Оттуда граница спускается по самому высокому хребту с восточной стороны гор Дъбраш, проходит на западную сторону Барутин и Чавдар, которые до 1787 года тоже были в Неврокопских землях. Граница идет по рекам Русковска и Орховска до её впадания в реку Места.
Драмский Чеч охватывает восточную часть горы Боздаг, берега реки Места до её выхода из низменности, а также территория на востоке от Неврокопского Чеча до Ксантийских возвышений.
Васил Кънчев принял в качестве восточной границы региона реку Доспат и с западной реку Дъбнишка. В болгарской части Чеча расположены поселки из муниципалитета Сатовча, Доспат и восточная часть муниципалитета Гырмен. Все поселки в болгарской части Чеча помакские — населены мусульманами, исключением являются самые большие из них — Сатовча и Долен, в которых проживает смешанное христиано-мусульманское население. Центром греческой части является деревня Борово, в устье реки Доспат. Греческий Чеч поделён между общинами Драма и Като-Неврокопион. Помакское население было выселено из греческой части области Чеч в 1920-е годы во время греко-турецкого обмена населением в Турцию, Западную Фракию и в некоторые регионы Болгарии. После обмена населением район был заселён греческими беженцами из Турции.

## Поселки

### Болгария
- Община Сатовча: Бадолин, Боголин, Букорово, Ваклиново, Вылкосел, Годешево, Долен, Жижево, Кочан, Крибул, Осина, Плетена, Сатовча, Слаштен, Туховишта, Фыргово
- Община Доспат: Барутин, Брыштен, Доспат, Змеица, Кысак, Любча, Црынча, Чавдар
- Община Гырмен: Гырмен, Дебрен, Долно-Дряново, Дыбница, Крушево, Ореше, ХвостянеСёла греческого Чеча.

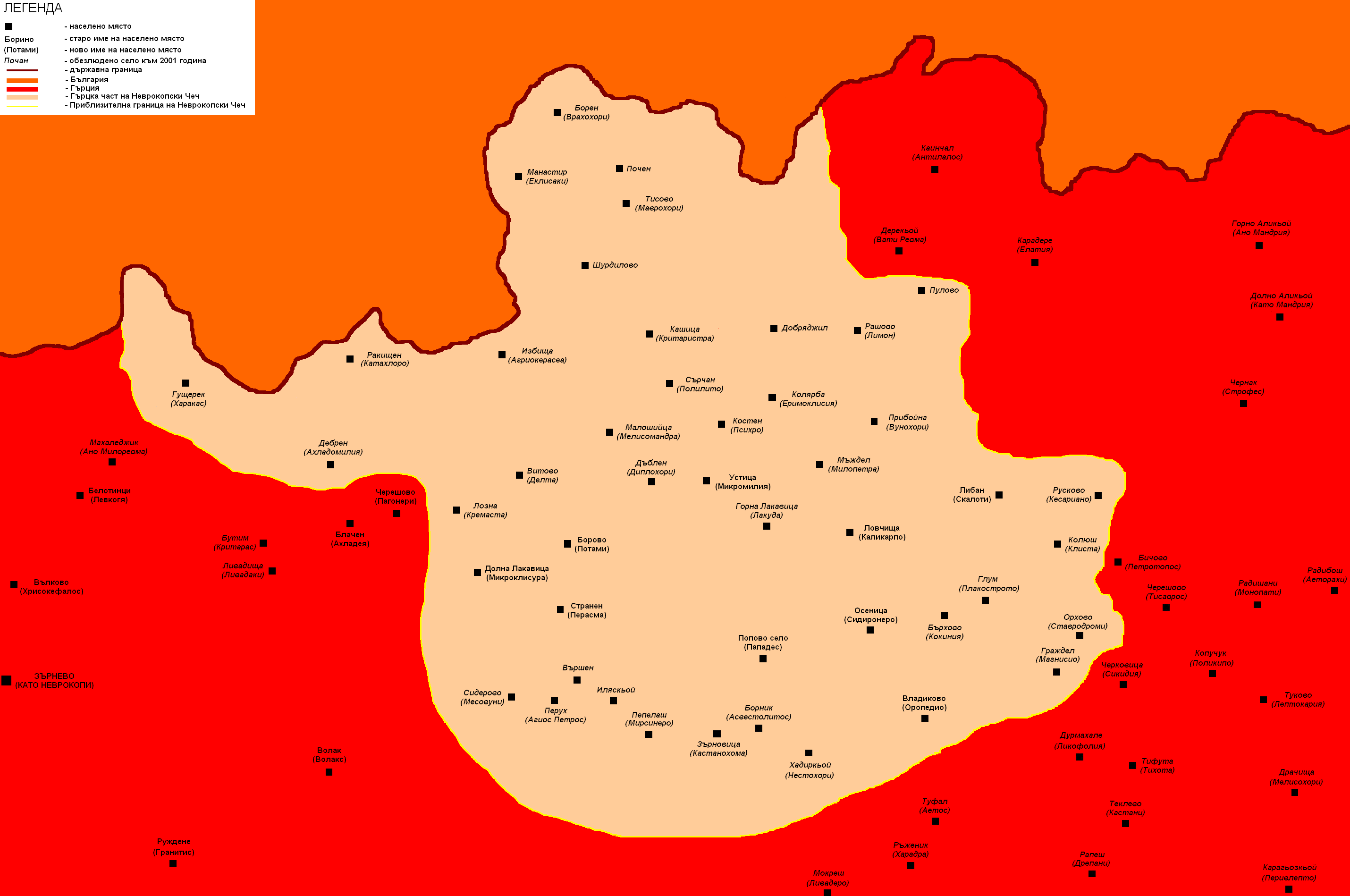
Сёла греческого Чеча.

- Община Хаджидимово: Абланица, Беслен, Блатска, Теплен, Хаджидимово
- Община Велинград: Сырница

### Греция
- Община Като-Неврокопион: Блатчен (Ахладея[греч.]), Борово (Потами[англ.]), Долна Лакавица (Микроклисура), Устица (Микромилея), Странен (Перазма), Черешово (Пагонерион).
- Община Драма: Владиково (Оропедио), Ловчища (Каликарпон), Либан (Скалоти), Осеница (Сидиронерон), Попово село (Пападес)

## Этимология
Болгарский лингвист Йордан Н. Иванов предполагает, что название Чеча произошло от тур. çeç, что может переводиться по-разному, к примеру «мокрый», «стог сена», или «куплен», но точное происхождение неизвестно. Однако распространено мнение, что чеч обозначает «твёрдый камень». Согласно другим версиям, название региона произошло от главного села в нём, которое называлось «Чеч», но в наше время такого села не существует. 

## Население
На 15 декабря 2007 года население болгарского Чеча составляет 48 970 человек, большинство из которых Помаки. На 2001 год население греческого Чеча составляет 2553 человек, большинство православные греки. Согласно Василу Кынчеву в 1900 году Чеч населяло: 5897 болгар, 5667 помаков, 1151 турок, 23 валаха и 10 цыган — всего 12 748 человек.